# Warrenton Female Academy
Warrenton Female Academy var en amerikansk flickskola i North Carolina, aktiv från 1809 fram till amerikanska inbördeskriget. 
Warrenton Female Academy grundades av Jacob Mordecai (1762–1838), och han drev skolan fram till 1818 i samarbete med sina barn Solomon, Rachel, Julia, Caroline, Judith och Ellen. Han överlät 1818 skolan på sin svärson Achilles Plunkett och hans kompanjoner Joseph Andrews och Thomas P. Jones. 
Skolan erbjöd undervisning i alla de klassiska ämnen som även förekom i de samtida pojkskolorna, förutom de ämnen i sömnad, musik och dans som förekom i de flesta flickskolor. Skolan tillhörde eliten av flickskolor före inbördeskriget och tog emot elever från hela Virginia och North Carolina. Warrenton Female Academy tvingades stänga vid krigsutbrottet 1861. 